# 杰克逊县 (密西西比州)
傑克遜縣（英語：Jackson County）是位於美國密西西比州東南角的一個縣。南臨海，東鄰亞拉巴馬州。面積1,331平方公里。根據美國人口調查局2000年統計，共有人口131,420人。縣治帕斯卡古拉 (密西西比州) (Pascagoula)。
成立於1812年12月14日，紀念後來成為第七任總統的安德魯·傑克遜。